# Brauner Splintholzkäfer
Der Braune Splintholzkäfer (Lyctus brunneus) ist eine Art aus der Familie der Bohrkäfer (Bostrichidae). Er stammt aus tropischen Regionen und ist häufig in Holzimportlagern verbreitet. Inzwischen gehört er zu den bedeutendsten und häufigsten Trockenholzzerstörern und ist weltweit verbreitet.

## Erscheinungsbild
Der Käfer hat eine rotbraun, dunkelbraun oder gelbbraune Färbung, wobei der Kopf meist dunkler gefärbt ist. Er hat eine schlanke und stäbchenartige Form und wird 2,5 bis 7 Millimeter lang. Charakteristisch ist der Kopf mit zwei Höckern vor den Augen und die Antennen mit Keulen an der Spitze. Die Flügeldecke ist sehr fein punktiert, der Halsschild trapezförmig.
Die Larven sind elfenbeinfarben, gekrümmt und haben drei Beinpaare. Eine große Ähnlichkeit besteht zu den Larven des Gemeinen Nagekäfers. Sie erreichen eine Länge von 6 Millimetern. Am Hinterleibsende befindet sich ein großes ovales Stigma.

## Vorkommen und Verbreitung
Der Braune Splintholzkäfer stammt ursprünglich aus Südostasien, wurde jedoch durch den Holzhandel weltweit verschleppt und verbreitet.
In den 1950er Jahren wurde er erstmals in Deutschland gesichtet. In Frankreich, Belgien und England findet man ihn seit Beginn des 20. Jahrhunderts. In Europa ist er am häufigsten in der Schweiz anzutreffen. Mit afrikanischem Importholz bzw. Holzfertigwaren und Verpackungsholz kommt es regelmäßig zu Neueinschleppungen. Gefördert wurde die Einbürgerung des Braunen Splintholzkäfers außerdem durch seine Winterkälteresistenz. Anfälliges Holz kann in jeder Form vom Braunen Splintholzkäfer angegriffen werden, vom Roh- und Schnittholz bis zum Furnierparkett und Sperrholz. Die am häufigsten anzutreffenden Schadensfälle findet man bei Möbeln, Leisten, Bilderrahmen, Tür- und Fensterverkleidungen, Wand- und Deckenvertäfelungen, Parketthölzer und Ladengestelle. Der Ursprung des Befalls kann an dem Ort des Schadenfalls, beim Importeur, Holzhändler oder auch beim Verarbeiter liegen. Entsteht der Befall bei der Verarbeitung des Holzes, kann gegen den Verarbeiter Schadensersatz erhoben werden, da in der Regel in der Gewährleistungszeit (nach VOB 4 Jahre und BGB 5 Jahre) der Befall des Käfers sichtbar wird.

## Lebensbedingungen und Lebensweise

### Ansprüche
Der Braune Splintholzkäfer (Lyctus brunneus), wie die anderen Arten der Gattung Lyctus, bevorzugt vor allem Laubhölzer. Es werden neben Tropenhölzern auch häufig einheimische Holzarten befallen, wie die Eiche (Quercus ssp.), Esche (Fraxinus excelsior), Nussbaum (Juglandaceae ssp.), Ulme (Ulmus ssp.) und Edelkastanie (Castanea sativa). Eingeschleppt wird er meistens mit den Holzarten, die aus Afrika stammen, wie Abachi (Triplochiton scleroxylon), Limba (Terminalia superba) und Ilomba. Ferner kommt in Deutschland wiederholt der Schädlingsbefall unter anderem an Afzelia ssp., Koto, Meranti (Shorea ssp.),
Ramin (Gonystylus ssp.), Sipo (Entandrophragma utile), Mahagoni (Swietenia ssp.), Rattan, Bambusröhren und Wurzelhölzern vor. Aktiv ist der Braune Splintholzkäfer in der Dämmerung.
Bei einer Temperatur von 26 bis 27 °C und einer Holzfeuchte von 16 % liegt sein klimatisches Optimum vor.

### Ernährung
Für den Befall ist  ein ausreichender Gehalt an Stärke notwendig und für die Larvenentwicklung ist ein hoher Eiweißgehalt des Holzes eine wichtige Voraussetzung. Kernholzbäume zeichnen sich durch einen geringen Stärkegehalt aus und somit wird lediglich das Splintholz befallen. Arm an Stärke und Eiweiß sind Nadelbäume und die Buche, sodass diese vom Befall ausgeschlossen sind.

### Entwicklung
Der Braune Splintholzkäfer gehört zu den Trockenholzinsekten. Diese zeichnen sich dadurch aus, dass sich ihre Larven bereits bei einer Holzfeuchte von 7 bis 16 % entwickeln können und das Wasser bei der Verdauung der Stärke aufnehmen. Aus diesem Grund ist es ihnen möglich, trockenes Holz während mehreren Generationen zu schädigen und somit übertreffen ihre Schäden die des Nagekäfers (Ptinidae). Vor der Eiablage wird von dem Weibchen durch Benagen die Holzoberfläche nach dem Nährstoffgehalt geprüft. Stärkereich sind besonders tropische Hölzer wie Abachi und Limba. Anschließend werden die Eier in abgeschnittene Gefäße, alte Larvengänge, Risse oder Spalten der Laubhölzer abgelegt. Das Weibchen legt zwischen 30 und 50 Eier und die Larvenentwicklung dauert in der Regel 5–18 Monate. Nach 1–2 Wochen schlüpfen die Larven und verpuppen sich in 2 bis 4 Wochen. Die Larven sehen engerlingsartig aus und haben einen stark gewölbten Brustteil, drei Beinpaare und eine große Atemöffnung auf dem zweithintersten Körperteil. Direkt unterhalb der Baumrinde leben die cremefarbenen Larven und erzeugen in Längsrichtung der Holzfasern unregelmäßig geformte Gänge, die einen Durchmesser von 0,9–1,7 Millimeter aufweisen. Außerdem hinterlassen sie ein feines, puderartiges Fraßmehl, welches oft aus Fluglöchern und offenen Gefäßen rieselt. Die Farbe des Fraßmehls und des Gangrandes ist identisch mit der Farbe des gesunden Holzes. Ist der Braune Splintholzkäfer dann ausgewachsen, beißt er sich durch die Rinde und gelangt zwischen Juni und August ins Freie. Aufgrund der Standorttreu der Weibchen wird oft dasselbe Holz befallen, sodass mehrere Generationen aufeinander folgen. Neben tropischen Schnitthölzern können die Schäden auch an Inneneinrichtungen von neueren Bauten aus entsprechenden Hölzern auftreten, sowie an tropische Souvenirs (u. a. Bastartikel, Masken).

## Befallsmerkmale

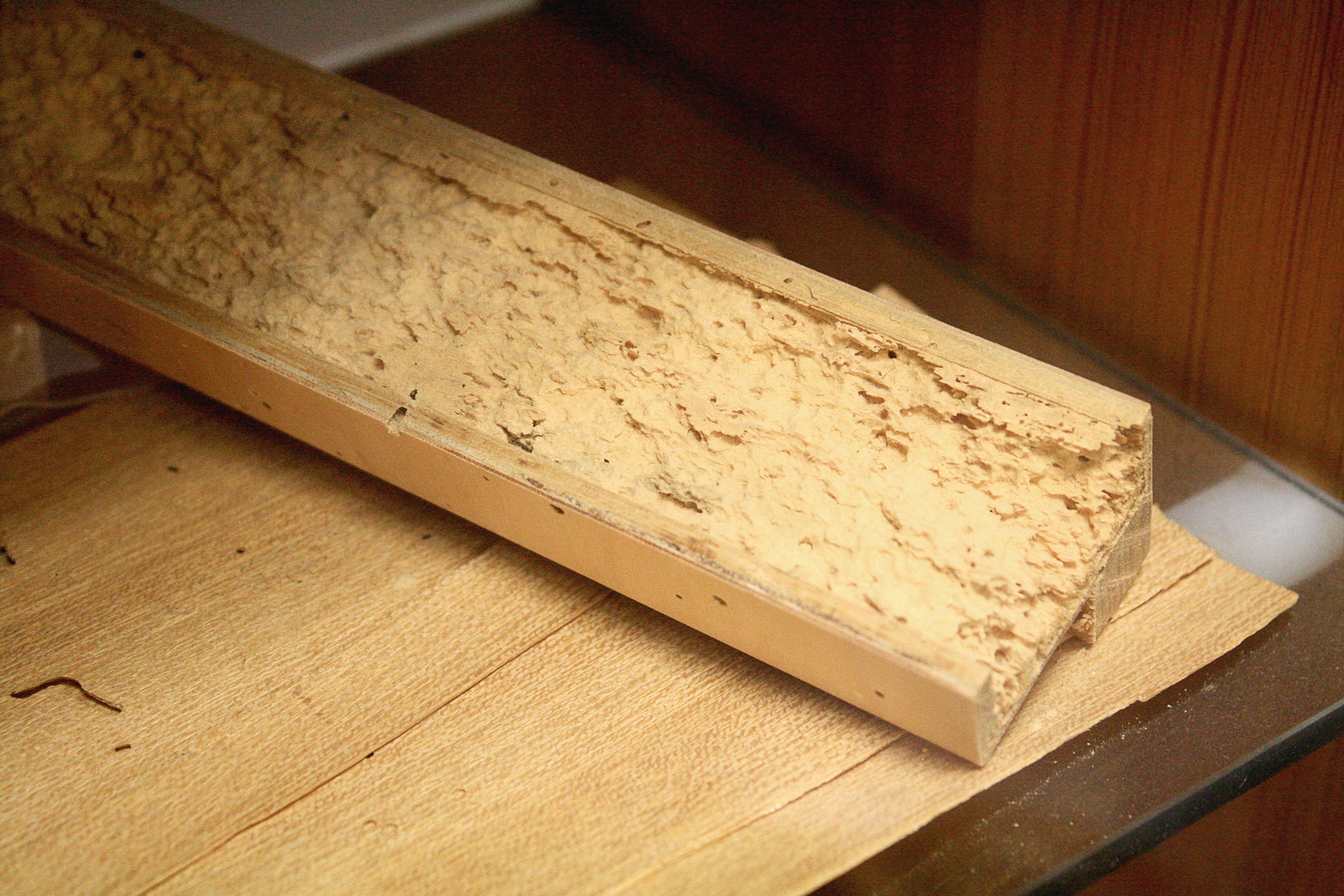
Fraßbild vom Braunen Splintholzkäfer

Am bearbeiteten Holz ist der Befall des Braunen Splintholzkäfers an den angeschnittenen Fraßgängen, die mit Nagsel verstopft sind, zu erkennen. Kratzt man an dem Nagsel zeigt es sich als ein feines talkumähnliches Pulver, welches beim Schlupf der Käfer entstand. Die in Faserrichtung verlaufenden Fraßgänge weisen einen Durchmesser von 2 Millimetern auf. Des Weiteren sind die lebenden Käfer und Larven im Holz sowie Fraß- und Klopfgeräusche Kriterien zur Feststellung eines Befalls. Von außen ist der Befall in der Regel nicht erkennbar. Nach wiederholtem Befall ist die Holzoberfläche papierdünn und der Innenraum inzwischen in eine pulverartige Masse umgewandelt.
Ein aktiver Befall kann jedoch auch vorgetäuscht werden, durch das Eindringen von Solitärbienenlarven oder Vorratsschädlingen in die Fraßgänge des Braunen Splintholzkäfers und dem Auswerfen des Bohrmehls. Betroffen von der Täuschung können alte Holzfassaden, Scheunen und Speicher sein.

## Bekämpfung

### Lösemittelhaltige Schutzmittel
Bevor eine Bekämpfung durchgeführt wird, sind einige Vorsichtsmaßnahmen zu überprüfen. Es sollten u. a. keine Materialien (Kabel, Isolationsmaterialien etc.) durch das Schutzmittel beschädigt werden, eine Berührung mit Futter- und Lebensmitteln und Nutztieren sollte vermieden werden und bei Brückenarbeiten sollte das Gewässer nicht mit dem Schutzmittel in Verbindung kommen, da es zu einer Gefährdung der Fische kommen könnte. Wirksame Schutzmittel findet man im Verzeichnis der LIGNUM. Holzessigprodukte sind unwirksam für die Bekämpfung. Außerdem ist in der Schweiz darauf zu achten, dass die Produkte bei den Bundesämtern für Gesundheit (BAG) und Umwelt (BUS) registriert sind. Die Behandlung kann mit dem Streich- oder Spritzverfahren erfolgen, wobei das Holz zwei- bis dreimal mit einem getränkten Pinsel gestrichen wird oder mit einem Luftdruckgerät oder einer Handdruckspritze auf dem Holz versprüht wird. Weitere Verfahren sind die Bohrlochtränkung und die Injektion mit Druckgeräten.

### Heißluftverfahren
Das umweltfreundliche Verfahren wird seit über 40 Jahren erfolgreich zur Bekämpfung von Hausbock, Braunem Splintholzkäfer und Nagekäfern verwendet. Während der Durchführung wird 5–12 Stunden bei einer Raumtemperatur von 80 bis 120 °C das Holz bis einschließlich des Kerns mit einer speziellen Hochleistungsheißluftmaschine auf mindestens 55 °C erwärmt. Stündlich wird die Temperatur in einem Messprotokoll aufgezeichnet. Um einen vorbeugenden Schutz zu erzielen, sollte nach dem Heißluftverfahren auf das gereinigte Holz ein chemisches Schutzmittel aufgetragen werden.
Die Vorteile des Heißluftverfahrens sind u. a. die wirkstofffreie Tötung der Schädlinge und die Sicherheit und Sauberkeit bei der Ausführung. Das Heißluftverfahren ist ideal zur Bekämpfung von Schädlingen in landwirtschaftlichen Lebensmittelbetrieben und ist zudem substanzschonend.

### Begasung
Das Begasungsverfahren wird vor allem zur Behandlung von kulturhistorischen Gegenständen verwendet und selten bei Möbeln oder Schnittholz. Für das Verfahren verwendet man ein Gas, bestehend aus Blausäure und Methylbromid. In einem gut abgedichtetem Raum wirkt das Gas ein bis dreitägig auf das Holz. Aufgrund der Resorption und der Abgabe des Gases vom Material muss der Raum anschließend drei Tage lang gut belüftet werden. Nach der sachgemäßen Behandlung werden keine toxischen Substanzen vom Holz abgegeben, sodass die Schädlinge bekämpft wurden, jedoch kein vorbeugender Schutz besteht. Bei stark eisenhaltigen Anstrichstoffen kann durch die Blausäure eine Blauverfärbung entstehen. Farbliche Veränderungen können  bei gewissen Pigmenten auch durch Methylbromid hervorgerufen werden sowie eine langanhaltende Geruchsbelästigung bei verschiedenen Leder- und Polstermaterialien.

## Wirtschaftliche Bedeutung
Der Braune Splintholzkäfer ist der schädlichste Trockenholzzerstörer und ist wirtschaftlich gesehen ein ernst zu nehmendes Problem, zumal er inzwischen durch den Holzhandel weltweit verbreitet und sehr anpassungsfähig ist. Er ist nicht selten in Holzimportlagern aufzufinden und gelangt über die Weiterverarbeitung an den Endverbraucher. Die infizierten Holzimportlager können Ursache von Massenbefall werden, wodurch große Mengen an teurem und wertvollem Holz vernichtet werden oder lediglich thermisch verwertet werden können. Der Klimawandel mit milden Wintern schadet in der Regel den heimischen Insekten, bewirkt bei den wärmeliebenden Braunen Splintholzkäfern jedoch eine langfristige Etablierung.  Aufgrund der Auffindung einer dauerhaften Freiland-Kolonie im submediterranen Oberrheingebiet geht man davon aus, dass der noch stärker vom Klimawandel beeinflusste  Mittelmeerraum eine noch bessere Voraussetzung für eine Verbreitung im Freiland darstellt. Gelingt dem Braunen Splintholzkäfer der Sprung ins Gelände der gemäßigten Breiten und eine Einnischung in frischem Totholz, so besteht potentielle Gefahr für alle offen lagernden Wertholzbestände in forstlichen Produktionsgebieten, urbanen Handelszonen und den Holzexport. Infolgedessen werden Forst- und Holzwirtschaft gezwungen sein, Konsequenzen zu ziehen.
Auch Schäden an der Eisenbahninfrastruktur können vorkommen. So wurde am 17. Dezember 2015 bekannt, dass 600 hölzerne Eisenbahnschwellen im Wehrhahn-Tunnel der Düsseldorfer Rheinbahn durch Larven des Braunen Splintholzkäfer zerstört wurden. Diese mussten ersetzt werden. Zudem wurden sämtliche Schwellen mit Borsalzen behandelt, um einem erneuten Befall vorzubeugen.